# 西田健志
西田 健志（にしだ たけし、1981年（昭和56年）7月17日 - ）は、日本の情報工学者。神戸大学国際文化学部・大学院国際文化学研究科准教授。

## 学歴
- 1994年 - 千代田区立麹町小学校卒業
- 1997年 - 麻布中学校卒業
- 2000年 - 麻布高等学校卒業
- 2004年 - 東京大学理学部情報科学科卒業
- 2006年 - 東京大学大学院情報理工学系研究科コンピュータ科学専攻修士課程修了
- 2009年 - 同博士課程修了、博士（情報理工学）取得

## 職歴
- 2009年
  - 2月 - 埼玉大学教養学部研究員（非常勤）
  - 5月 - 産業技術総合研究所研究員（非常勤）
- 2010年4月 - 神戸大学国際文化学部・大学院国際文化学研究科専任講師
- 2013年7月 - 同准教授

## 博士論文
- 2009年 - 西田健志『コンピュータを利用した社会的相互作用における協調の促進』東京大学。

## 主な論文
- Takeshi Nishida, "On-Air Forum: A Chat System Designed as an Event Backchannel", Demo at CHI 2015 Japanese Symposium, pp. (April, 2015).
- Takeshi Nishida, "Promoting Intercultural Awareness through Native-to-Foreign Speech Accent Conversion", Proc. CABS 2014, pp.83-86 (August, 2014).
- Takeshi Nishida, Takeo Igarashi, "Bringing Round-Robin Signature to Computer-Mediated Communication", Proc. ECSCW 2007, pp.219-230 (September, 2007).
- Takeshi Nishida, Takeo Igarashi, "Drag-and-Guess: Drag-and-Drop with Prediction", Proc. INTERACT 2007, pp.461-474 (September, 2007).

## 主な学術賞
- 2004年 -WISS Challenge最優秀賞
- 2007年 -Microsoft Research Asia Fellowship Program 2007